# Александровка (Брагинский район)
Алекса́ндровка (бел. Аляксандраўка) — деревня в Новоиолченском сельсовете Брагинского района Гомельской области Республики Беларусь.

## География

### Расположение
В 45 км на юго-восток от Брагина и в 4 км от железнодорожной станции Новая Иолча на линии Овруч-Полтава, в 164 км от Гомеля.

### Водная система
На юге и западе сеть мелиоративных каналов.

## Транспортная система
Транспортная связь по просёлочной, а затем по автодороге Комарин — Брагин.
В деревне 10 жилых домов (2004 год). Планировка складывается из короткой, прямолинейной улицы. Застройка деревянными домами.

## История
Согласно письменных источников деревня известна с XIX века как слобода в Речицком уезде Минской губернии. В 1930 году организован колхоз.

## Население

### Численность
- 2004 год — 10 дворов, 14 жителей.

### Динамика
- 1908 год — 30 дворов, 146 жителей.
- 1959 год — 130 жителей (согласно переписи).
- 2004 год — 10 дворов, 14 жителей.